# مجمع الملك فهد لطباعة المصحف الشريف
مجمع الملك فهد لطباعة المصحف الشريف، في المدينة المنورة هو أكبر مطبعة في العالم لطباعة المصحف. وهو أحد المعالم التي تقدمها المملكة العربية السعودية لخدمة الإسلام والمسلمين في مختلف أرجاء العالم. وقد وضع خادم الحرمين الشريفين الملك فهد بن عبد العزيز حجر الأساس للمجمع عام 1403 هـ وافتتحه عام 1405 هـ. وتبلغ طاقة المجمع الإنتاجية 18 مليون نسخة سنويا موزعة بين مصاحف كاملة وأجزاء وترجمات وتسجيلات وكتبٍ لعلوم القرآن وغيرها، وقد أنتج أكثر من 361 إصدارًا و 300 مليون نسخة حتى عام 2019. ويجري المجمع دراسات وأبحاثا مستمرة لخدمة الكتاب والسنة ويضم أحدث ما وصلت إليه تقنيات الطباعة في العالم.

## إنشاء المجمع وافتتاحه

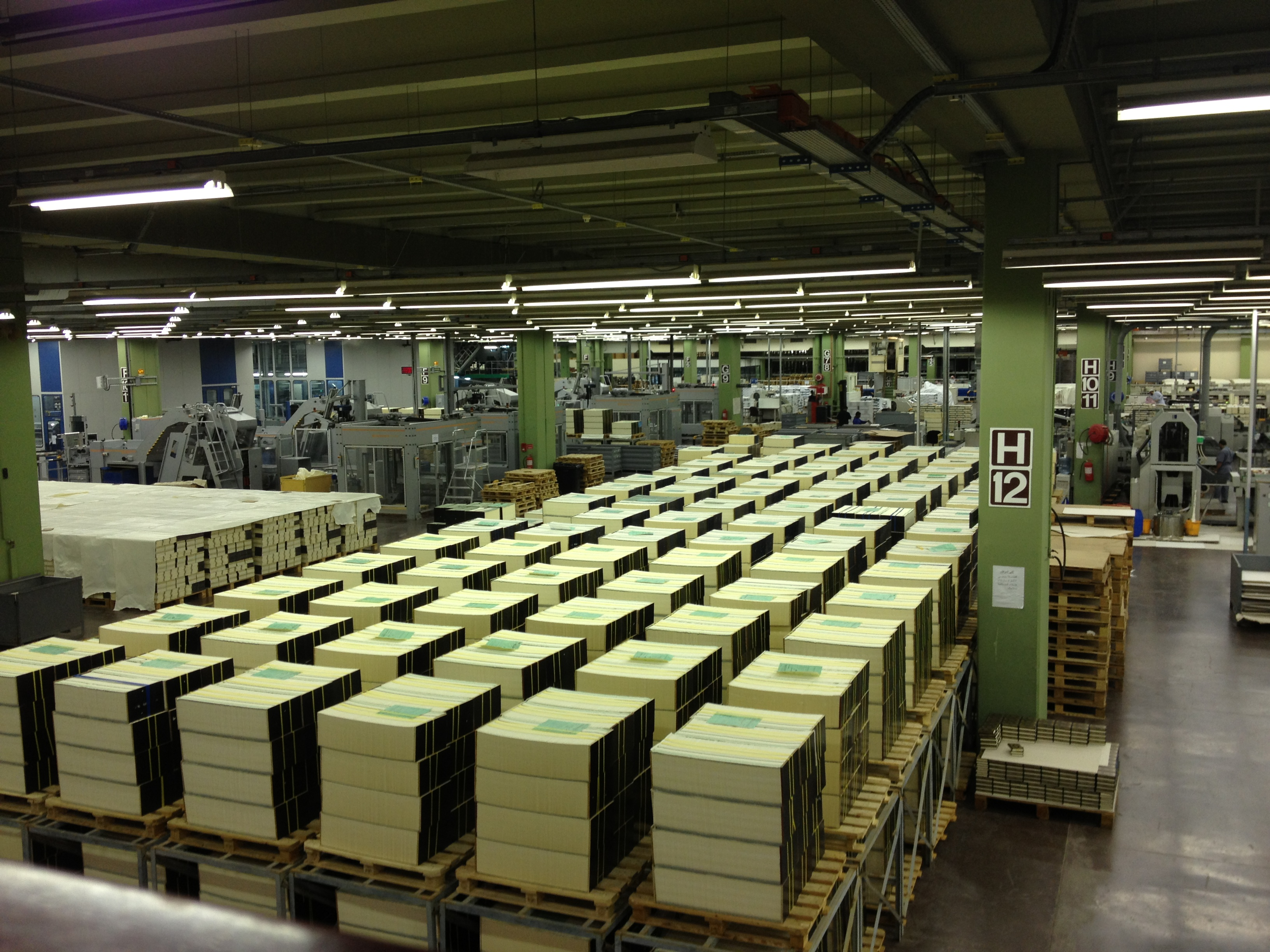
صورة من مطبعة المجمع

أمام ازدياد حاجة العالم الإسلامي إلى المصحف الشريف، وترجمة معانيه إلى مختلف اللغات التي يتحدث بها المسلمون، والعناية بمختلف علومه، وكذلك خدمة السنة والسيرة النبوية المطهرة، واضطلاعا من المملكة بدورها الرائد في خدمة الإسلام والمسلمين، واستشعارًا من خادم الحرمين الشريفين الملك فهد بن عبد العزيز بأهمية خدمة القرآن الكريم والسنة النبوية المطهرة من خلال جهاز متخصص ومتفرغ لذلك العمل الجليل، وضع - - حجر الأساس لمجمع الملك فهد لطباعة المصحف الشريف بالمدينة المنورة في السادس عشر من المحرم سنة 1403 هـ (1982م) وافتتحه في السادس من صفر سنة 1405هـ/1985م قائلاً :«في هذا اليوم أجد ما كان حلماً يتحقق على أفضل مستوى ولذلك يجب على كل مواطن في المملكة العربية السعودية أن يشكر الله على هذه النعمة الكبرى. وأرجو الله أن يوفقني لخدمة ديني ثم وطني وجميع المسلمين». ويُعدُّ إنشاء مجمع الملك فهد لطباعة المصحف الشريف بالمدينة المنورة كأحد صور العناية بالقرآن الكريم.

## أهداف المجمع
تتضح أهداف المجمّع فيما يلي:
- طباعة المصحف الشريف بالروايات المشهورة في العالم الإسلامي.
- تسجيل تلاوة القرآن الكريم بالروايات المشهورة في العالم الإسلامي.
- ترجمة معاني القرآن الكريم وتفسيره.
- العناية بعلوم القرآن الكريم.
- العناية بالسنة والسيرة النبوية.
- العناية بالبحوث والدراسات الإسلامية.
- الوفاء باحتياجات المسلمين في داخل المملكة وخارجها من إصدارات المجمع المختلفة.
- نشر إصدارات المجمع على الشبكات العالمية.[3]

وتتضح سياسات المجمع لتحقيق أهدافه فيما يلي:
- استمرار إنتاج إصدارات المجمع المطبوعة، والمرتلة بمختلف الروايات المشهورة وبأعلى مستويات الدقة مع ما يتطلبه ذلك من إعداد ومراجعة علمية.
- مواصلة نشاط المجمع في ترجمة معاني القرآن الكريم إلى مختلف اللغات.
- الاستمرار في توزيع إصدارات المجمع على المسلمين في مختلف أنحاء العالم.
- تقديم هدية خادم الحرمين الشريفين السنوية لحجاج بيت الله الحرام.
- خدمة القرآن الكريم والسنة النبوية المطهرة من خلال إصدارات المجمع.
- مواصلة إجراء الدراسات المتعلقة بأهداف المجمع.
- نشر إصدارات المجمع، وجهوده المختلفة على شبكة الإنترنت.
- تطوير أعمال المجمع بما يتناسب مع مناشطه المتعددة، من خلال مراكز، ولجان، وإدارات المجمع المختلفة.
- إتاحة الفرصة للمسلمين لزيارة المجمع.
- تنظيم الندوات العلمية ذات العلاقة بأهداف المجمع.
- تدريب الموظفين داخل المجمع، وخارجه، وتنظيم دورات تجويدية لحفظة كتاب الله الكريم.

## الإشراف والأقسام
تتولى وزارة الشؤون الإسلامية والدعوة والإرشاد الإشراف على المجمع، ويتابع تنفيذ سياسات المجمع وتحقيق أهدافه أمانة عامة. وفيما يلي استعراض لأهم التقسيمات الرئيسة للمجمع:
- الهيئة العليا للمجمع
- المجلس العلمي للمجمع
- اللجنة العلمية لمراجعة مصحف المدينة النبوية
- مركز الترجمات
- مركز الدراسات القرآنية
- مركز البحوث الرقمية
- وحدة التدريب والتطوير[4]

## الطاقة الإنتاجية

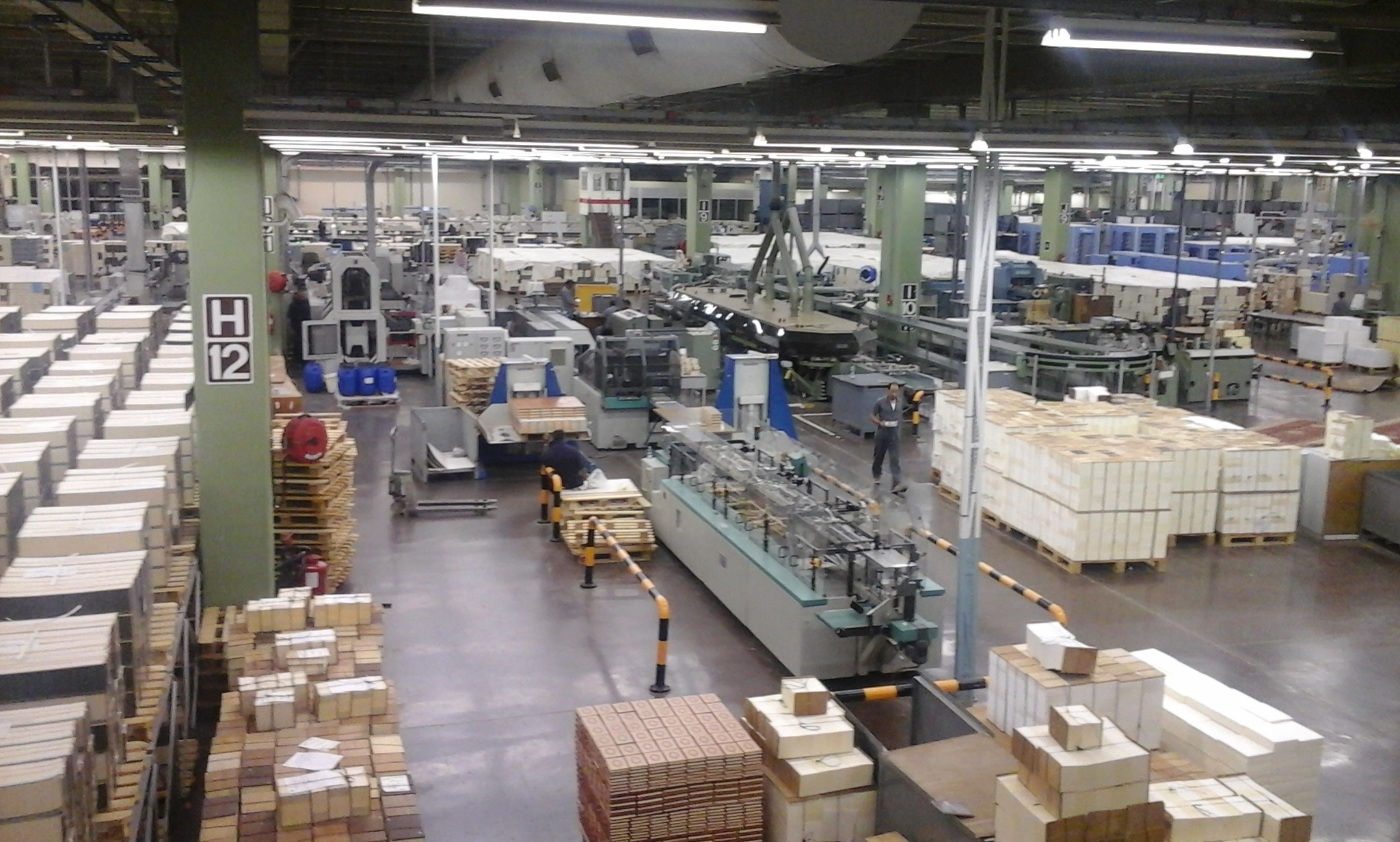
صورة من مطبعة المجمع

تصل الطاقة الإنتاجية للمجمع إلى 18 مليون نسخة من مختلف الإصدارات سنويا. ووصل عدد النسخ التي أنتجها المجمع حتى عام 2019 إلى أكثر من 300 مليون نسخة موزَّعة بين مصاحف كاملة وأجزاء وترجمات وتسجيلات وكتبٍ للسنة والسيرة النبوية وغيرها. كما أصدر المجمع أكثر من ستين بحثا محكما عن ندوة عناية المملكة العربية السعودية بالقرآن الكريم وعلومه، ومثلها عن ندوة ترجمة معاني القرآن الكريم تقويم للماضي، وتخطيط للمستقبل، وثمانين بحثا عن ندوة عناية المملكة العربية السعودية بالسنة والسيرة النبوية، و17 عددا من مجلة البحوث والدراسات القرآنية. وللمجمع خمس مخطوطات خاصة به كتبها خطاط المجمع وروجعت من قبل اللجنة العلمية بالمجمع: اثنتان برواية حفص وواحدة بكل من رواية ورش، والدوري، وقالون.

## توزيع إصدارات المجمع
بدأ المجمع توزيع إصداراته من المصاحف، والتسجيلات، والأجزاء، وربع يس، والعشر الأخير، والترجمات، والكتب منذ عام 1405هـ، ويتم ذلك على المسلمين داخل المملكة وخارجها في مختلف أرجاء العالم، وبلغت الكميات الموزعة مئات الملايين.

## مساحة المجمع ومرافقه
تقدر مساحة المجمع بمائتين وخمسين ألف متر مربع، ويُعد المجمع وحدة عمرانية متكاملة في مرافقها إذ يضم مسجداً، ومبانيَ للإدارة، والصيانـة، والمطبعة، والمستودعات، والنقل، والتسويق، والسكن، والترفيه، والمستوصف، والمكتبة، والمطاعم وغيرها. ونال تصميم مبنى المجمع - ذو الطابع الإسلامي الأصيل - جائزة المدينة المنورة في رجب 1416هـ (ديسمبر 1995 م).

## تبويب إنتاج المجمع من الترجمات
يمكن تبويب ترجمات معاني القرآن الكريم الصادرة عن المجمع إلى مختلف اللغات وعددها 74 لغة وفقا لما يلي:
- 39 لغة آسيوية.
- 16 لغات أوروبية.
- 19 لغة إفريقية.

أما عدد إصدارات الترجمات فتزيد على 70 إصدارا، والعمل جار لإنجاز ترجمات أخرى.

## المجمع على شبكة الإنترنت
للمجمع 12 موقعا على شبكة الإنترنت بسبع لغات، وقد تكونت لجان للإعداد للموقع العام، وجرى تطويره وتم إدخال كثير من المواد، والمعلومات به. وتقدم مكتبة الموقع برنامج طباعة القرآن وبعض الخطوط وتفاسير قرآن وترجمات بالإضافة إلى تاريخ المصحف الشريف وهي كالتالي:

### القرآن الكريم
يشمل القسم تلاوات وعرض لنص القرآن وتحفيظ القرآن وغريب القرآن ومعجمين وأداة للبحث. وقد تم إطلاق موقع لتعليم القران الكريم بالتوجيه الصوتي، وهو موقع يعمل بأربعة عشر لغة.

### علوم القرآن
فيه المكي والمدني والناسخ والمنسوخ وأسباب النزول ومشكل إعراب القرآن.

### تفاسير القرآن
الطبري والبغوي وابن كثير والسعدي والميسر.

### الترجمات
يوفر الموقع ترجمات إنجليزية وفرنسية وإسبانية وإندونيسية واللغة الأردية، واللغة الألبانية، واللغة الأورومية، واللغة الأويغورية، ولغة البشتو، ولغة البراهوئية، واللغة البنغالية، واللغة البوسنية، واللغة التاميلية، واللغة التركية، واللغة الصومالية، واللغة الصينية، واللغة الفارسية، واللغة الفرنسية، واللغة القازاقية، واللغة الكورية، واللغة المليبارية، ولغة الهوسا.

### تاريخ كتابة المصحف
وتطور الخط العربي وصور وزخارف قديمة. حيث يعرض الموقع لمحة عن المجمع ونماذج من الخط العربي أعدها الخطاط عثمان طه، وهناك أيضا صور لمخطوطات قديمة مكتوبة على ورق جلد الغزال أو جلد آخر.

### مصحف النشر الحاسوبي
برنامج يسمح بطباعة المصحف مع مزايا بحث وخطوط.

## نظام المراقبة متعدد المراحل
تعد مراقبة الإنتاج المحور الرئيس للتأكد من سلامته، وينفرد مجمع الملك فهد لطباعة المصحف الشريف باتباع أسلوب رقابي متميز على إصداراته لا يوجد في أي مؤسسة طباعية إنتاجية أخرى في العالم، إذ تشمل مراقبة الإنتاج كلًا من مراقبة النص، والمراقبة النوعية، والمراقبة النهائية:
1. مراقبة النص: تتم مراقبة النص عن طريق لجنة مستقلة مختصة في علوم القرآن من تجويد وقراءات ورسم وضبط. وهي الوحيدة المسؤولة عن إعطاء الأمر بالبدء بالإنتاج لأي ملزمة بعد التأكد من سلامة النص وذلك في مراحل التحضير والطباعة والاستنساخ الصوتي.
2. المراقبة النوعية: وهي المسؤولة عن اكتشاف أية أخطاء محتملة على خطوط الإنتاج المختلفة من طباعة وتجميع، وخياطة، وتجليد، ومراحل الإنتاج الصوتي ومعالجتها في حينه.
3. المراقبة النهائية: بالإضافة إلى وجود رقابة علمية مستمرة من لجنة مراقبة النص للتأكد من سلامة النص القرآني، ووجود مراقبة نوعية ترافق كافة مراحل العمل، يوجد أيضا جهاز كامل للمراقبة النهائية يزيد عدد العاملين به عن 400 مراقب نهائي يبدأ عمله من حيث تنتهي عمليات تجليد المصاحف لتحقيق مزيد من الدقة والتأكد من صحة الإصدارات ومطابقتها للمواصفات الفنية المحددة لها، وهذا النوع من المراقبة ينفرد به المجمع عن غيره من كبريات دور الطباعة العالمية

## اختيار مواد الإنتاج
يستخدم المجمع في كافة مراحل التحضير والطباعة والتجليد أفضل المواد المتاحة وذات المواصفات المميزة، كما يستخدم الحاسبات الآلية في تحديد مواصفات المواد، ومتابعة تأمينها، واستخدامها، والرقابة عليها.

## أسلوب المجمع في اختيار إصداراته
يراعي المجمع في اختيار إصداراته المطبوعة أو المرتلة، وإنتاجها، وتوزيعها المواءمة بين حاجات المسلمين إليها، وبين الاستفادة القصوى من الإمكانات الكبيرة التي أمر بتوفيرها للمجمع خادم الحرمين الشريفين الملك فهد بن عبد العزيز. فالمجمع يضم تجهيزات حديثة، وإمكانات متقدمة في مجال الإعداد للطباعة، والطباعة ذاتها، والتجليد، والمراقبات المختلفة، كما استحدث المجمع مصنعًا خاصا به لأسطوانات CD.
وعند إعداد خطة الإنتاج، تأخذ الأمانة العامة في اعتبارها تنفيذ الأوامر السامية، والكميات الموجودة في المستودعات، وتنويع الإصدارات مع المحافظة على دقة طباعتها وسلامتها. ويضع المجمع ضمن خططه المستقبلية العمل على زيادة إنتاجه وتنويعه، ويدرس باستمرار أفكارًا ونماذج جديدة من الإصدارات المطبوعة والمسجلة.

## العاملون في المجمع
يعمل بالمجمع حاليا نحو 1100 شخص بين علماء وأساتذة جامعات وفنيين وإداريين، ونسبة السعوديين منهم تصل إلى حوالي 89 %. وتعمل الكفاءات السعودية الآن في مختلف الأقسام الفنية بالمجمع، ويتابع المجمع تطوير مهاراتهم الفنية والإدارية لتتناسب مع احتياجاته.
وتعمل الأمانة العامة للمجمع جاهدة لاستمرار زيادة نسبة السعوديين في المجمع آخذة في الاعتبار طبيعة العمل في المجمع وأهمية تدريب الفنيين السعوديين الجدد على العمل فيه، ويسير المجمع وفق خطة للتدريب تراعي توفير احتياجاته من مختلف الكوادر الوطنية من خلال دورات تدريبية منتظمة في مركز التدريب والتأهيل الفني، وتدريب على رأس العمل، وغير ذلك.

## وصلات خارجية
- الموقع الرسمي لمجمع الملك فهد لطباعة المصحف الشريف نسخة محفوظة 10 فبراير 2007 على موقع واي باك مشين.